# Національна бібліотека Лівану
Національна бібліотека Лівану (араб. المكتبة الوطنية لبنان) — національна бібліотека, заснована 1921 року в Бейруті й на сьогодні закрита.

## Історія
1921 року віконт Філіп де Тарразі (1865–1956) подарував ліванському уряду 20 000 томів з метою створення «Великої бібліотеки Бейрута». Новостворена бібліотека перейшла під опіку міністерства освіти, а згодом міністерства культури й вищої освіти. Функціонування бібліотеки регулювали три декрети та один спеціальний закон.
З 1924 року прийнято закон про обов'язковий примірник всіх ліванських видань, що має надходити до бібліотеки. З 1937 року бібліотека розташовувалася в приміщенні ліванського парламенту. Тоді в бібліотеці працювало 30 бібліотекарів, її фонди зросли до 30 000 томів. До 1940 року фонди виросли до 200 000 томів..
З 1975 року, під час громадянської війни в Лівані бібліотека зазнала значних збитків. У зв'язку з цим 1979 року ліванський уряд вирішив закрити бібліотеку, аби врятувати решту фонду від знищення. Бібліотечна колекція була перевезена у представництво ЮНЕСКО в Бейруті, потім у приміщення національного архіву, а згодом до приватного будинку в бейрутському кварталі Сінн-Аль-Філ, де книжки зберігалися до початку XXI століття..
1993 року по закінченні воєнних дій було відновлено роботу міністерства культури, одним з перших завдань якого стало відродження національної бібліотеки.
2000 року створено Ліванську фундацію національної бібліотеки, яка за підтримки Європейської комісії займається відродженням бібліотеки. 2002 року книги перевезено на збереження до Бейрутського порту.
З 2003 року Європейська комісія вибіляє субсидію на справу відновлення національної бібліотеки Лівану.